# Josep Rausell Malonda
Josep Rausell Malonda (Gandia, (La Safor), 1926 - 2006) és un escriptor conegut com a Josep Rausell i els pseudònims de Ioterra o Pep Mosca. Va col·laborar a Las Provincias, Levante, La Marina, Valencia-fruits, Canigó, etc. També ha publicat a revistes d'art i literatura com Claustro i Cimal. Ha animat i col·laborat en diverses publicacions locals i comarcals com Ciudad i Tossal, de Gandia. Alguns contes seus han estat traduïts a l'alemany. Té inèdites algunes obres de teatre.

## Obres

### Novel·la
- La guerra comença ara. València: Eliseu Climent / 3i4, 1978

### Narrativa breu
- El fàstic (1985)
- Els papers de Tanocomi. Verges potentíssimes (1985)
- Contes del bon oratge. Editorial Colomar, Oliva, 1990. (recull de contes)
- No. Mai més no. 5é accèssit als 3rs premis Malvarrosa, 1980.
- El canó. (dins el conte del Diumenge) València: Prometeo, 1981
- L'allau zero. Tano, 1986.
- La Fira? A mi se me'n fot. Gandia, Ajuntament, 1987.
- No res, una altra vegada no res (conte traduït a l'alemany i publicat a Die Presse, diari vienès)